# Breedbank

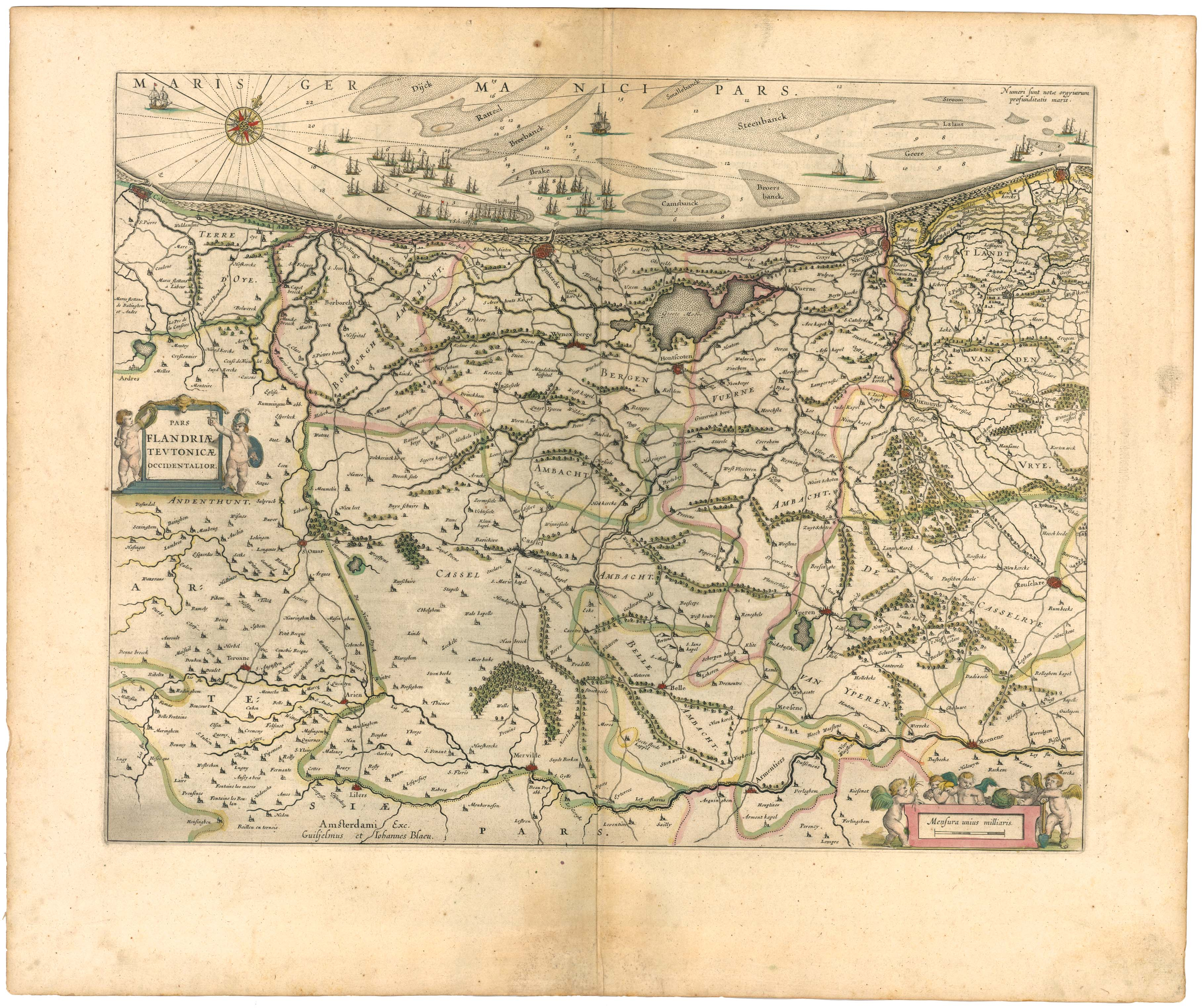
De Bree(d)bank op een kaart van Blaeu uit 1645.

De Breedbank (Frans: Banc Breedt) is een zandbank in de zuidelijke Noordzee, grotendeels gelegen in Franse territoriale wateren. De, zoals de naam aangeeft, vrij brede zandbank, ligt een tiental kilometers buiten de kust en loopt van Duinkerke tot De Panne. De Breedbank behoort tot de Vlaamse Banken.
De zandbank is zeer ondiep en vormt hierdoor een gevaar voor de scheepvaart. Op enkele plaatsen komt de Breedbank bij eb zelfs boven het water uit. In het verleden werd de Breedbank gebruikt als stortplaats voor munitie en slib.

## Windmolenpark
De Franse netbeheerder RTE is sinds 2016 bezig met plannen om op het centrale deel van de Breedbank een windmolenpark te ontwikkelen. Dit leidde reeds tot een aantal juridische klachten vanuit Belgische zijde, waar kustbewoners van onder meer De Panne, Koksijde en Nieuwpoort vrezen voor visuele hinder. De Haven van Oostende vreest dan weer dat historische scheepvaartroutes richting Groot-Brittannië zullen worden aangetast.